# 加埃塔諾·莫納凱洛
加埃塔諾·莫納凱洛（義大利語：Gaetano Monachello，1994年3月3日—）是一位意大利足球運動員。在場上司職前鋒。他現在效力於意大利足球甲級聯賽球隊亞特蘭大足球俱樂部。他也代表意大利國家青年足球隊參賽。